# Église luthérienne Saint-Paul d'Odessa
Pour les articles homonymes, voir Église Saint-Paul.
L'église Saint-Paul est une église luthérienne située à Odessa en Ukraine. Elle appartient à l'Église évangélique-luthérienne allemande d'Ukraine. 
L'édifice, qui a été fortement endommagé par un incendie criminel en 1976, a été reconstruit en tant qu'église et « Centre allemand Saint-Paul » depuis 2005 et a été inauguré en 2010. Il a été presque entièrement financé pour un total de 7,1 millions d'euros par l'Église protestante-luthérienne de Bavière.
C'était l'église luthérienne la  plus grande de l'Empire russe.

## Histoire
Les premiers services luthériens dans la ville d'Odessa en pleine construction ont lieu vers 1801 et le premier pasteur luthérien arrive en 1803 en la personne de Johann Heinrich Pfersdorff qui s'installe dans la colonie allemande de Großliebenthal près d'Odessa.

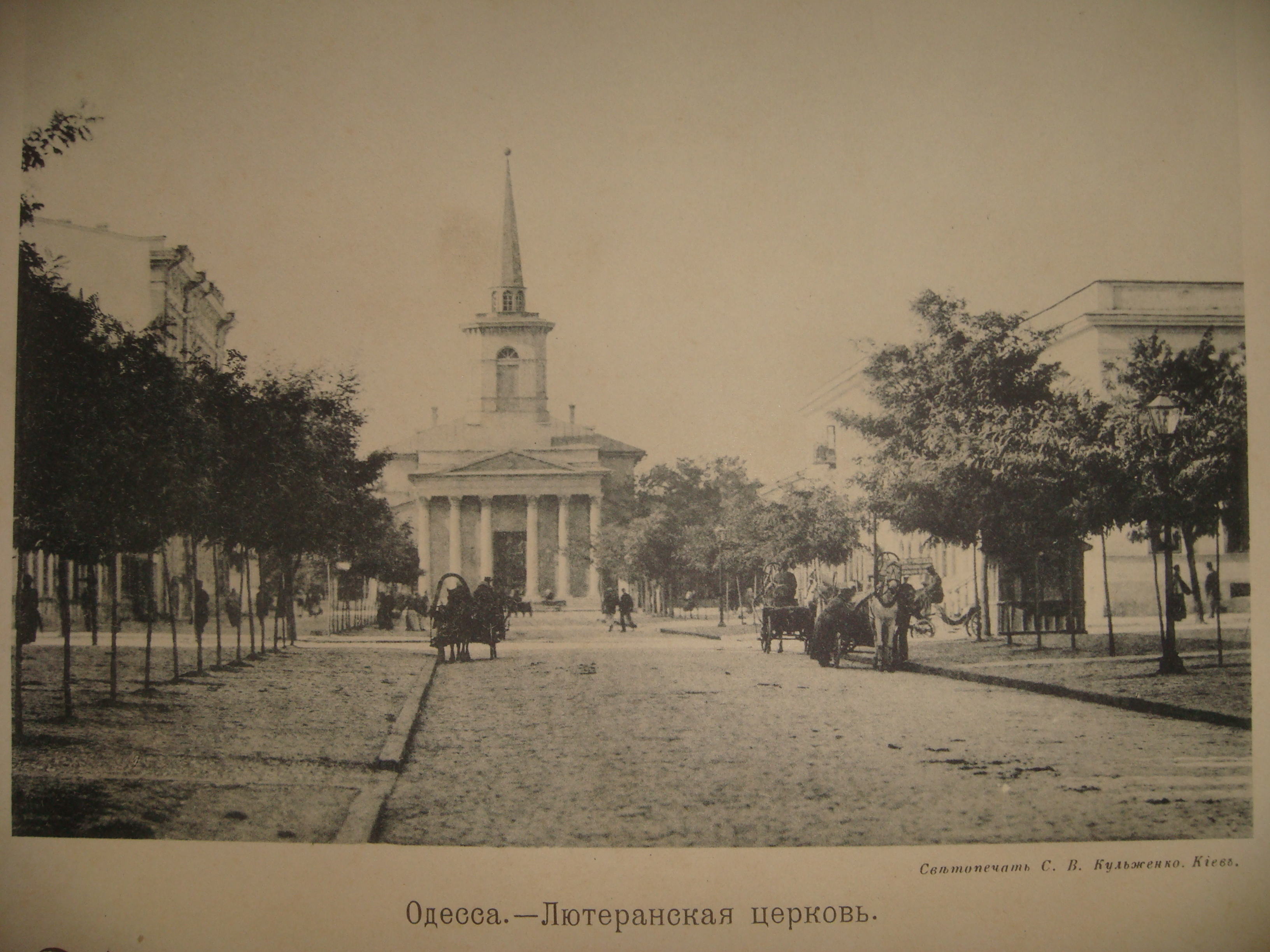
Vers 1890.

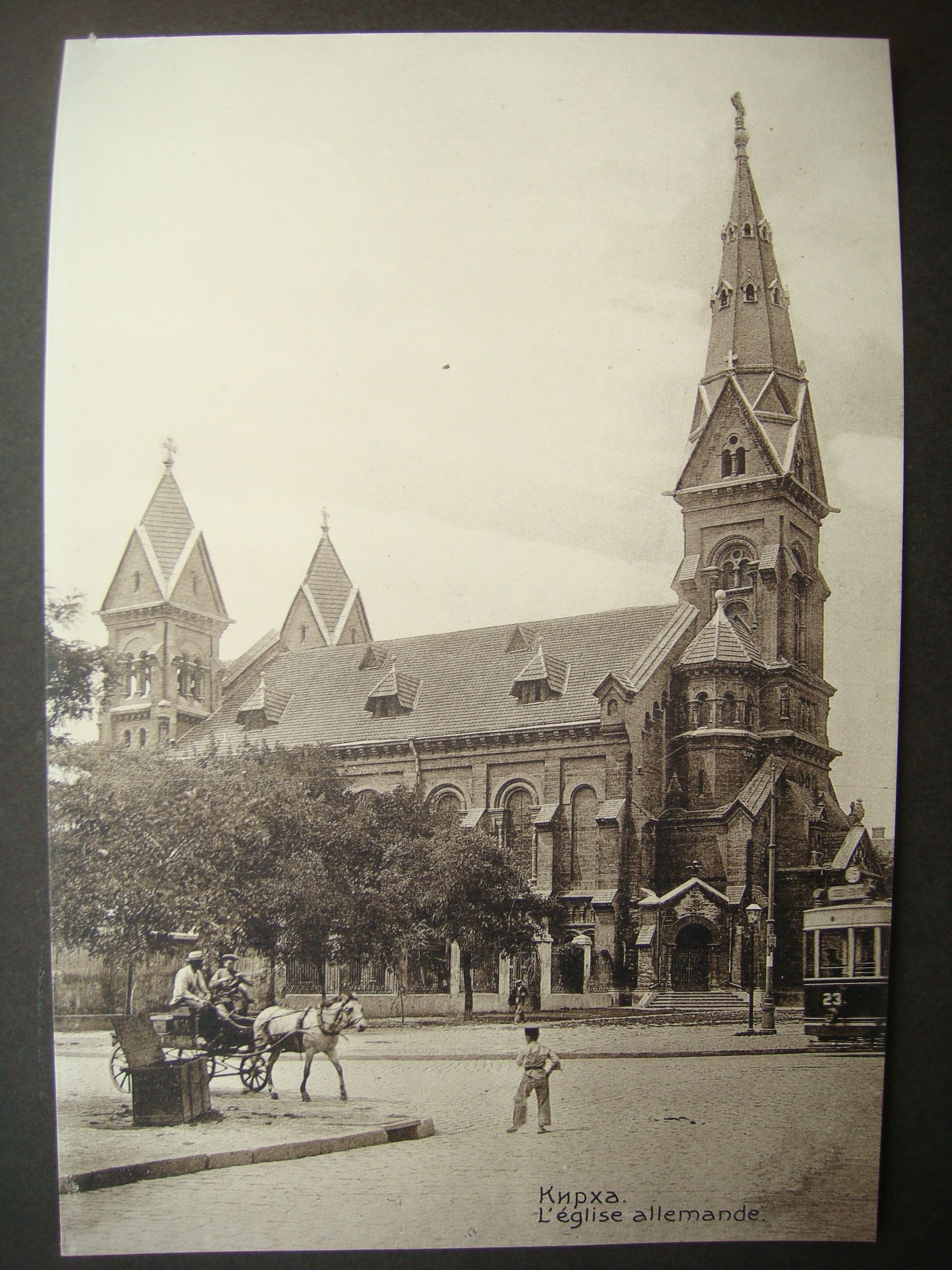
Vers 1910.

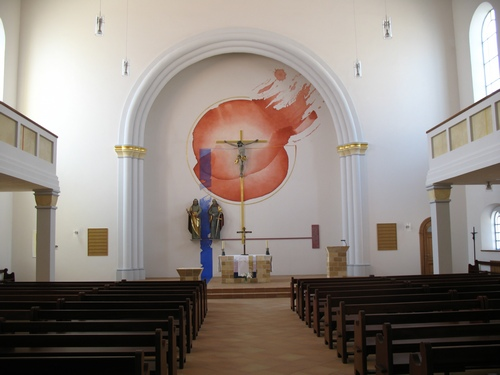
L'intérieur.

La paroisse est constituée en 1811 en lien avec la commune et nomme son premier pasteur permanent. En 1827, la première église de style néoclassique est construite au point culminant de la ville et est dédiée à l'apôtre Paul. Une école pour former les instituteurs allemands, une école primaire, une Realschule allemande St. Pauli de six classes que fréquenta Trotski et une maison de retraite sont construites aux alentours; plus tard on y ajoute des hospices et des orphelinats ainsi que des maisons pour les pasteurs, les enseignants et le chantre.
Afin de répondre aux besoins d'espace de la paroisse luthérienne allemande en croissance constante, qui compte déjà 7 000 membres en 1895, l'église est entièrement reconstruite en 1896-1897 sous la direction de l'architecte Hermann K. Scheurembrandt. L'imposante église de style néo-roman offre de la place pour 1 200 personnes. Le clocher est à l'époque la tour la plus haute de la ville. L'église reçoit un orgue fabriqué par Walcker & Cie.
Après la prise d'Odessa par les bolchéviques en 1922, l'argenterie de l'autel de l'église est confisquée. Dans les années qui ont suivi, la politique anti-religieuse de Staline a amené la vie de l'église à un arrêt presque complet. Le pasteur Karl Vogel est arrêté en 1937 et meurt dans un camp de travail en 1943. Vingt-trois membres de la communauté paroissiale sont fusillés en octobre 1941, dont Theophil Richter, ancien chantre et organiste de la paroisse, professeur de musique au conservatoire d'Odessa, et père du pianiste Sviatoslav Richter.
L'église sert de studio de télévision dans les années 1950 et à partir de 1957 de gymnase géré par la société de télécommunications. Des sanitaires sont aménagés dans l'ancien sanctuaire. Un drainage inadéquat entraîne une détérioration progressive de la structure du bâtiment dans les années qui suivent. Il est envisagé de démolir l'édifice.

## Dommages et reconstruction
En mai 1976, un incendie, vraisemblablement provoqué intentionnellement, détruit tout l'intérieur. Le conseil municipal d'Odessa décide alors de conserver les ruines pour le conservatoire de la ville; Des travaux de sécurisation de fortune sont effectués et l'édifice est inscrit à la liste des monuments à protéger en 1979. Cela est fait grâce à celui qui dirige alors le conservatoire de musique et à ses professeurs. Ils ont courageusement protesté avec leurs étudiants et leurs habitants contre la décision du conseil municipal de démolir l'église.
Après avoir acquis son indépendance, l'Ukraine restitue la propriété de l'église ruinée et de l'ancienne maison de retraite voisine à la municipalité, qui avait été rétablie en 1990, à la condition que les deux soient réparées. La commune cède ses droits à l'Église évangélique luthérienne allemande d'Ukraine ; premièrement, en 2002, l'ancienne maison de retraite, le seul des anciens bâtiments de la congrégation qui ait été conservé, a été agrandie pour devenir le centre paroissial et le siège de la direction de l'Église évangélique luthérienne allemande d'Ukraine. Des chambres d'hôtes sont ouvertes dans le grenier, dont le produit profite au siège paroissial.
En même temps, les discussions vont bon train sur la restauration de l'église et son utilisation future. La reconstruction commence en 2005, financée par l'Église évangélique luthérienne de Bavière et le Martin-Luther-Bund, l'État libre de Bavière et la République fédérale d'Allemagne. La nef est reconstruite et artistiquement décorée l'artiste souabe Tobias Kammerer. Une extension moderne est érigée à la place de l'abside qui est démolie en raison du danger d'effondrement. Il était prévu que les institutions (culturelles) allemandes actives à Odessa depuis les années 1990, telles que la Maison bavaroise d'Odessa (BHO) ou le Bureau de la Société pour le développement (gfe), s'y installent. Il deviendra le Centre allemand - Saint-Paul. L'occupation définitive de ces installations et d'autres installations allemandes à Odessa est toujours en suspens. 
En 2006, la « Fondation évangélique d'Odessa » est créée pour soutenir les travaux de l'église. Il s'agit d'une fondation de droit privé basée à Munich. La reconstruction a été si complète que le seul remplacement des systèmes électriques a pris plus d'un an et a coûté environ 392 000 €.
L'église est de nouveau consacrée en avril 2010 par l'évêque luthérien Uland Spahlinger. L'évêque luthérien de Bavière Johannes Friedrich assure la prédication, mais la délégation bavaroise est empêchée de venir à cause de l'éruption du volcan Eyjafjallajökull. un nouvel orgue est installé, datant de 1964 de la maison Steinmeyer & Co. et provenant de l'église de la Croix de Nuremberg. il est transporté à Odessa en 2010 et béni le 18 avril suivant.

### Articles liés
- Union des Églises évangéliques-luthériennes
- Allemands de Russie